# Daffy part en mission
Pour plus de détails, voir Fiche technique et Distribution.
Daffy part en mission (Plane Daffy) est un court métrage d'animation de la série américaine Looney Tunes réalisé par Frank Tashlin, produit par les Leon Schlesinger Productions et sorti en 1944.

## Synopsis
Les uns après les autres, les membres d'une compagnie de pigeons voyageurs deviennent la proie des ruses séduisantes de la reine des espions nazis, Hatta Mari. L'alarme est donnée au quartier général des pigeons lorsque le pigeon 13 disparaît avec l'oiseau espion nazi. Il révèle tous ses secrets après qu'elle lui ait glissé un baiser langoureux. Honteux, Pigeon 13 part se suicider, mais après avoir entendu un coup de feu hors-champ, il revient brièvement en disant qu'il a raté son tir.
Plus tard, Daffy Duck, qui se décrit comme un homme qui déteste les femmes, se porte volontaire pour la mission suivante. Hatta tente de le séduire en relevant sa jupe pour dévoiler sa jambe galbée et en l'embrassant à pleine bouche à deux reprises. Le premier baiser électrocute Daffy et le fait fondre comme du beurre mais le deuxième baiser électrocute Hatta Mari et a le même effet sur elle. Daffy finit par résister à ses charmes mais avale son message secret lorsque la tentatrice le coince. Après une bataille frénétique, elle passe Daffy aux rayons X et diffuse le prétendu secret qui est qu'Hitler est un sale type à Hitler lui-même. Outré, ce dernier déclare que ce n'est pas un secret militaire, tandis que Goebbels et Göring sont d'accord en disant que tout le monde le sait. Ils se tirent une balle dans la tête après avoir reçu un regard furieux d'Hitler. Daffy Duck conclut le dessin animé en disant qu'ils perdent plus de nazis de cette façon puis se lance dans l'un de ses célèbres cris de joie.